# نورا (شهرستان نورا)
نورا (به قزاقی: Nura) یک منطقهٔ مسکونی در قزاقستان است که در شهرستان نورا واقع شده‌است. نورا ۵٬۹۵۶ نفر جمعیت دارد.